# Ana Isabel Cano
Ana Isabel Cano es una periodista española.

## Trayectoria
En 1968 se convirtió en la primera mujer corresponsal de TVE
Previamente había presentado varios programas, entre ellos, entre 1964- 1965 Foro TVE, realizado por Pilar Miró. Cuando regresó a Madrid, continuó su trabajo como presentadora. Entre los programas en los que trabajó en 1983 está La víspera de nuestro tiempo, emitido a principios de los años 80.